# آلمه‌زار
آلمه‌زار (به ازبکی: Olmazor، آلمه‌زار) یک شهر در ازبکستان است که در شهرستان چیناز واقع شده‌است. آلمه‌زار ۲۱٬۷۰۰ نفر جمعیت دارد.
نام این شهر به معنای‌ «منطقه‌ای پر سیب» می‌باشد، نامی مرکب متشکل از «آلمه» به معنی سیب به ازبکی، و پسوند فارسی «ـزار».